# 14697 Ronsawyer
14697 Ronsawyer è un asteroide della fascia principale. Scoperto nel 2000, presenta un'orbita caratterizzata da un semiasse maggiore pari a 2,2107823 UA e da un'eccentricità di 0,1254523, inclinata di 0,50982° rispetto all'eclittica.